# 비행단장
비행단장(飛行團長, 독일어: Geschwaderkommodore 게슈바더코모도레[*] [ɡəˈʃvaːdɐˌkɔmoˈdoːʁə])은 제2차 세계 대전 때부터 독일 공군에서 사용한 직책이다. 일종의 보직명으로, 계급명이 아니다. 비행단장은 대개 육군 대령(Oberst)이나 해군 함장(Kapitän)과 동격이었다. 비행단장은 1개 비행단을 지휘하며, 비행단 산하에는 여러개의 비행집단이 있어 비행집단장(Gruppenkommandeur)의 지휘를 받았다.